# Asota transiens
Asota transiens är en fjärilsart som beskrevs av Rothschild 1897. Asota transiens ingår i släktet Asota och familjen nattflyn. Inga underarter finns listade i Catalogue of Life.